# Sindicato de los Obreros Mineros de Asturias
El Sindicato de los Obreros Mineros de Asturias (SOMA) fue fundado en 1910 por Manuel Llaneza y se integró con la Unión General de Trabajadores desde un año más tarde, en 1911.
Actualmente la federación tiene el nombre de SOMA-FITAG-UGT.